# Kondensator dekadowy
Kondensator dekadowy – zespół kondensatorów wzorcowych i przełączników pozwalających na uzyskanie skokowej regulacji pojemności wypadkowej.
Do budowy kondensatorów dekadowych wykorzystuje się 10 lub 4 kondensatory o dielektrykach mikowych lub polistyrenowych połączonych równolegle. Każda dekada składa się z pojemności połączonych w stosunkach 1:2:2:5 lub 1:2:3:4. Zwykle największy stopień dekady wzorca pojemności wynosi 1 μF, najmniejszą dekadą zaś jest obrotowy kondensator powietrzny w zakresie 0-500 pF. Wzorce dekadowe budowane są jako zestawy cztero-, pięcio- lub sześciodekadowe, najczęściej w klasie dokładności 0,1 lub 0,5.